# Kolka żółciowa
Kolka żółciowa, kolka wątrobowa − napadowy ból brzucha związany z kamicą żółciową spowodowany przez zablokowanie przez złóg odpływu żółci z pęcherzyka żółciowego. Ból jest nagły, o dużej sile, zlokalizowany w prawym podżebrzu lub nadbrzuszu środkowym, promieniujący do prawej łopatki. Dolegliwości trwają zwykle kilka godzin i ustępują samoistnie lub pod wpływem leków rozkurczowych. Często pojawia się po spożyciu tłustego pokarmu. Napad może być spowodowany wytrząsaniem lub wysiłkiem fizycznym. 